# Dhahabu Islands
Dhahabu Islands är öar i Kenya.   De ligger i länet Lamu, i den sydöstra delen av landet, 500 km öster om huvudstaden Nairobi.